# Oleaceae
Famille
Classification APG III (2009)
Les Oleaceae (ou Oléacées en français) sont une famille de plantes dicotylédones de l'ordre des Lamiales. Elle comprend 900 espèces réparties en 25 à 26 genres.

## Étymologie
Le nom vient de genre type Olea, nom latin pour « olivier ; olive » , dérivé du grec ἐλαί - ἐλαία / elai - elaia, de même sens.

## Systématique
La classification phylogénétique place cette famille dans l'ordre des Lamiales.

## Description

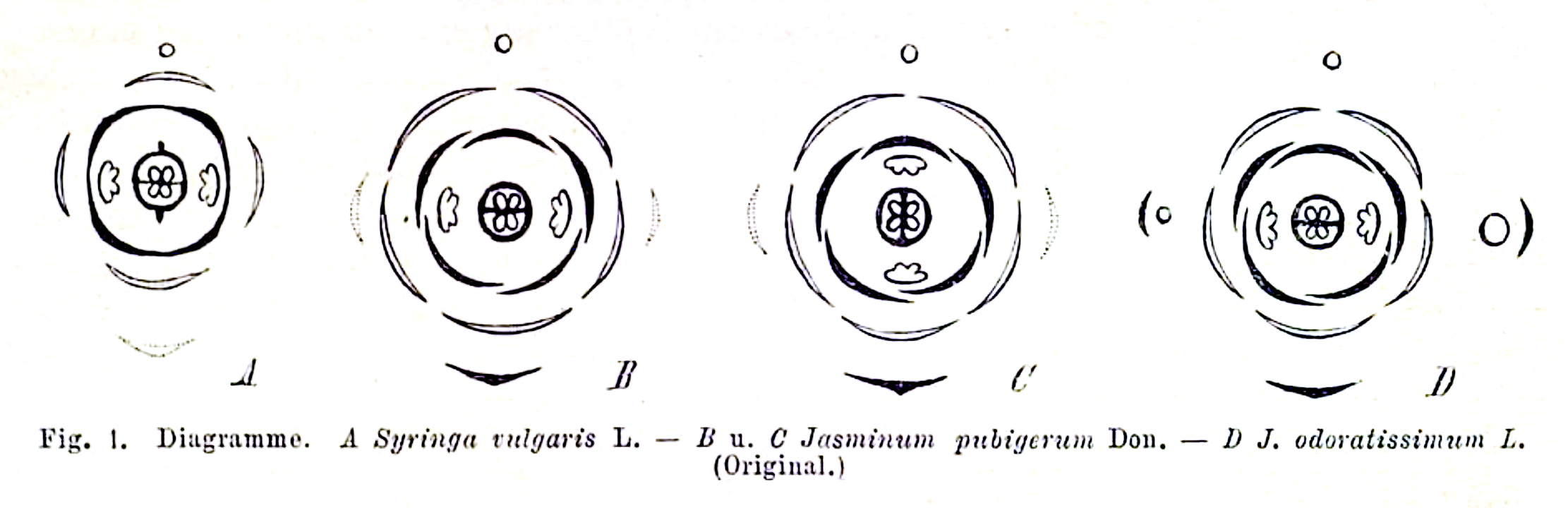
Diagrammes floraux de A: Syringa vulgaris, B/C: Jasminum pubigerum = Jasminum humile, D: Jasminum odoratissimum.

Ces plantes dicotylédones, à feuilles entières opposées, possédant des fleurs à corolles tubuleuses, fournissant des fruits ou des graines à tissus oléagineux, sont des arbres ou des arbustes ou parfois des lianes.
Les feuilles de cette famille sont opposées, simples ou composées pennées, sans stipules.
L'inflorescence des fleurs est une cyme bipare, souvent modifiée dans son apparence en grappe ou en panicule.
Les fleurs sont tétramères, c'est-à-dire de type quatre, avec 4 sépales soudés entre eux, 4 pétales (mais cela peut varier de 2 à 6), 2 étamines (il peut y en avoir jusqu'à 4), ces dernières possèdent des filets courts fixés aux pétales et sont à déhiscence longitudinale, 2 carpelles, soudés en un ovaire supère à 2 loges, chacune avec 2, mais aussi 1 à 4 ou n, ovules anatropes en placentation axile, 1 seul style avec 2 stigmates.
Formule florale :
(4-5) S + (4-5) P + 2 E + (2) C.
Un nombre non négligeable de ces plantes, sous forme d'espèces parfois ensuite hybridées, présente une qualité ornementale recherchée par les horticulteurs, par exemple le lilas, le jasmin, le forsythia, mais aussi le frêne ou le troène, voire aujourd'hui l'olivier au tronc noueux très âgé. Mais l'intérêt économique de l'olivier l'emporte dans les civilisations méditerranéennes antiques ou agro-pastorales. Les fruits pressés à froid fournissent une huile non siccative, à 72 % d'oléines. Les fruits peuvent être aussi confits ou conservés en saumure. Enfin, les bois des Oléacées, à l'instar de celui de l'olivier, peuvent être très durs et à grains très fins, permettant de fabriquer de menus objets par tournage. D'autres, comme le bois de frêne, sont très souples et résistent aux chocs et sont recherchés pour la fabrication de manches d'outils.

## Répartition
La famille des Oléacées est originaire des régions tropicales et tempérées, avec concentration d'espèces en Asie du sud-est et en Australasie.

### Liste des tribus
Selon NCBI (7 Jul 2010) et Angiosperm Phylogeny Website (7 Jul 2010) :
- tribu Fontanesieae ;
- tribu Forsythieae ;
- tribu Jasmineae ;
- tribu Myxopyreae ;
- tribu Oleeae.

## Liste des genres
Selon World Flora Online (WFO) (27 juillet 2025) :
- Abeliophyllum Nakai
- Cartrema Raf.
- Chengiodendron C.B.Shang, X.R.Wang, Y.F.Duan & Yong F.Li
- Chionanthus Royen
- Chrysojasminum Banfi
- Comoranthus Knobl.
- Dimetra Kerr
- Fontanesia Labill.
- Forestiera Poir.
- Forsythia Vahl
- Fraxinus L.
- Haenianthus Griseb.
- Hesperelaea A. Gray
- Jasminum L.
- Ligustrum L.
- Menodora Bonpl.
- Myxopyrum Blume
- Nestegis Raf.
- Noronhia Stadman ex Thouars
- Notelaea Vent.
- Nyctanthes L.
- Olea L.
- Osmanthus Lour.
- Phillyrea L.
- Picconia DC.
- Priogymnanthus P.S. Green
- Schrebera Roxb.
- Syringa L.
- Tetrapilus Lour.

Selon GBIF (23 février 2022) :
- Abeliophyllum Nakai (1 espèces)
- Calyptospermum A.G.Dietrich, 1831
- Cartrema Raf. (6 espèces)
- Chengiodendron C.B.Shang, X.R.Wang, Y.F.Duan & Y.F.Li, 2020
- Chionanthus D.Royen, 1753
- Chionanthus Gaertn.
- Chionanthus L. (178 espèces)
- Chondrospermum Wall., 1831 (1 espèces)
- Chrysojasminum Banfi (14 espèces)
- Comoranthus Knobl. (3 espèces)
- Dimetra Kerr (1 espèces)
- Elaioides Unger, 1850 (1 espèces)
- Fontanesia Labill. (7 espèces)
- Forestiera Poir. (32 espèces)
- Forsoleaco  (1 espèces)
- Forsythia Vahl (17 espèces)
- Forysthia Franch. & Sav.
- Fraxinoxylon E.Hofmann, 1952 (1 espèces)
- Fraxinus Tourn. ex L. (189 espèces)
- Haenianthus Griseb. (3 espèces)
- Haeniantus  (1 espèces)
- Hesperelaea A.Gray (1 espèces)
- Iranodendrothrips  (1 espèces)
- Jasminum L. (327 espèces)
- Keiria S.Bowdich, 1825
- Ligustrum L. (100 espèces)
- Lilac Tourn. ex Adans., 1763
- Lygustrum Gilib., 1782
- Mannaria Heist.
- Menodora Bonpl. (40 espèces)
- Mongorium Desf., 1798
- Myxopyrum Blume (9 espèces)
- Nestegis Raf. (5 espèces)
- Nictanthes All.
- Noronhea Hook., 1831
- Noronhia Ersten & Horner, 2009
- Noronhia Stadman ex Thouars (110 espèces)
- Notelaea Vent. (19 espèces)
- Nyctanthes L. (4 espèces)
- Olea L. (75 espèces)
- Oleaecarpum P.Menzel, 1914 (1 espèces)
- Oleinites I.C.Cookson, 1947 (1 espèces)
- Oleiphyllum Conwentz, 1886 (1 espèces)
- Oleracites G.Saporta, 1862 (1 espèces)
- Ornoxylon Felix, 1882 (1 espèces)
- Ornus Neck., 1790
- Osmanthus Lour. (56 espèces)
- Osmarea C.H.Curtis
- Pekinomyia
- Phillyrea L. (14 espèces)
- Picconia DC. (2 espèces)
- Priogymnanthus P.S.Green (5 espèces)
- Sarju
- Schrebera Roxb. (10 espèces)
- Schreberoidea Chesters, 1957 (1 espèces)
- Schreberoxylon B.S.Trivedi & K.Srivastava, 1982
- Syringa L. (63 espèces)
- Syringophyllum L.Y.Budantsev & I.A.Ozerov, 2001
- ×Osmarea Burkwood & Skipwith

Selon World Checklist of Selected Plant Families (WCSP) (27 jullet 2025) :
- Abeliophyllum Nakai (1919)
- Cartrema Raf. (1838)
- Chengiodendron  C.B.Shang, X.R.Wang, Yi F.Duan & Yong F.Li (2020)
- Chionanthus Royen (1753)
- Chrysojasminum Banfi (2014)
- Dimetra Kerr (1938)
- Fontanesia Labill. (1791)
- Forestiera Poir. (1810)
- Forsythia Vahl (1804)
- Fraxinus Tourn. ex L. (1753)
- Haenianthus Griseb., Mem. Amer. Acad. Arts, n.s. (1863)
- Hesperelaea A.Gray (1876)
- Jasminum L. (1753)
- Ligustrum L. (1753)
- Menodora Humb. & Bonpl. (1812)
- Myxopyrum Blume (1826)
- Noronhia Stadman ex Thouars (1806)
- Notelaea Vent. (1804)
- Nyctanthes L. (1753)
- Olea L. (1753)
- Osmanthus Lour. (1790)
- Phillyrea L. (1753)
- Picconia DC. (1844)
- Priogymnanthus P.S.Green (1994)
- Schrebera Roxb. (1799)
- Syringa L. (1753)
- Tetrapilus Lour. (1790)

Selon Angiosperm Phylogeny Website (7 Jul 2010) :
- Abeliophyllum Nakai
- Chionanthus L.
- Comoranthus Knobl.
- Dimetra
- Fontanesia Labill.
- Forestiera Poir.
- Forsythia Vahl
- Fraxinus L.
- Haenianthus Griseb.
- Hesperelaea A.Gray
- Jasminum L.
- Ligustrum L.
- Menodora Bonpl.
- Myxopyrum Blume
- Nestegis Rafinesque
- Noronhia Stadman ex Thouars
- Notelaea Vent.
- Nyctanthes
- Olea L.
- Osmanthus Lour.
- Phillyrea L.
- Picconia DC.
- Schrebera Roxb.
- Syringa L.
- Tessarandra Miers
- Tetrapilus Lour.

Selon NCBI (7 Jul 2010) :
- tribu Fontanesieae
  - Fontanesia
- tribu Forsythieae
  - Abeliophyllum
  - Forsythia
- tribu Jasmineae
  - Jasminum
  - Menodora
- tribu Myxopyreae
  - Dimetra
  - Myxopyrum
  - Nyctanthes
- tribu Oleeae
  - Chionanthus
  - Comoranthus
  - Forestiera
  - Fraxinus
  - Haenianthus
  - Hesperelaea
  - Ligustrum
  - Nestegis
  - Noronhia
  - Notelaea
  - Olea
  - Osmanthus
  - Phillyrea
  - Picconia
  - Priogymnanthus
  - Schrebera
  - Syringa

Selon DELTA Angio (7 Jul 2010) :
- Abeliophyllum
- Chionanthus
- Comoranthus
- Fontanesia
- Forestiera
- Forsythia
- Fraxinus
- Haenianthus
- Hesperelaea
- Jasminum
- Ligustrum
- Linociera
- Menodora
- Myxopyrum
- Nestegis
- Noronhia
- Notelaea
- Nyctanthes
- Olea
- Osmanthus
- Phyllyrea
- Picconia
- Schrebera
- Syringa
- Tessarandra

Selon ITIS (7 Jul 2010) :
- Chionanthus L.
- Fontanesia Labill.
- Forestiera Poir.
- Forsythia Vahl
- Fraxinus L.
- Haenianthus Griseb.
- Jasminum L.
- Ligustrum L.
- Linociera
- Menodora Bonpl.
- Nestegis Raf.
- Olea
- Olea L.
- Osmanthus Lour.
- Syringa L.